# Marianne Strobl
Marianne Strobl (* 24. Februar 1865 in Würbenthal als Maria Nentwich; † 13. Februar 1917 in Wien) war eine österreichische Fotografin (ab 1891 mit ungarischer Staatsangehörigkeit).

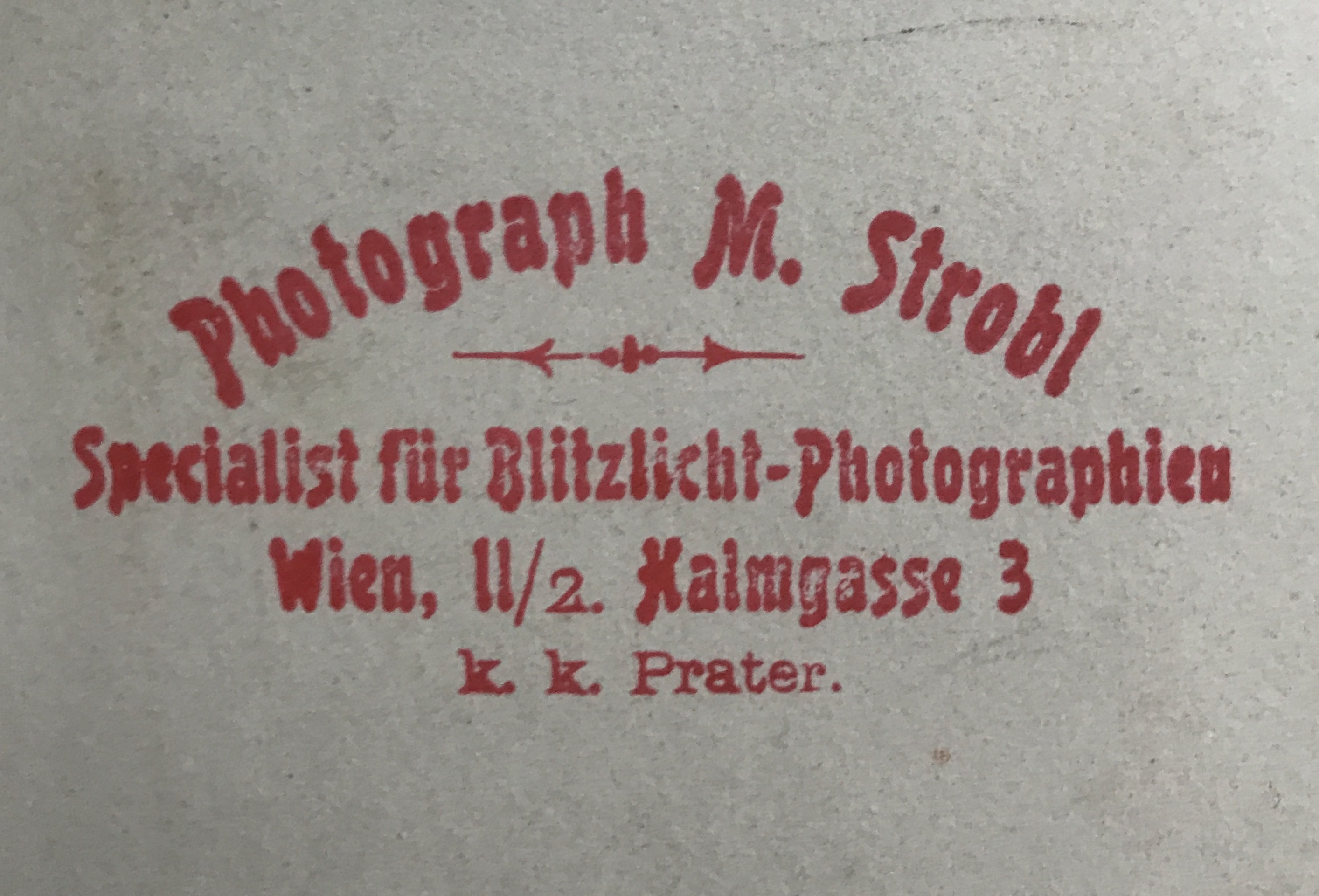
Firmenstempel nur mit Vornameninitiale (um 1906)

## Leben und Werk

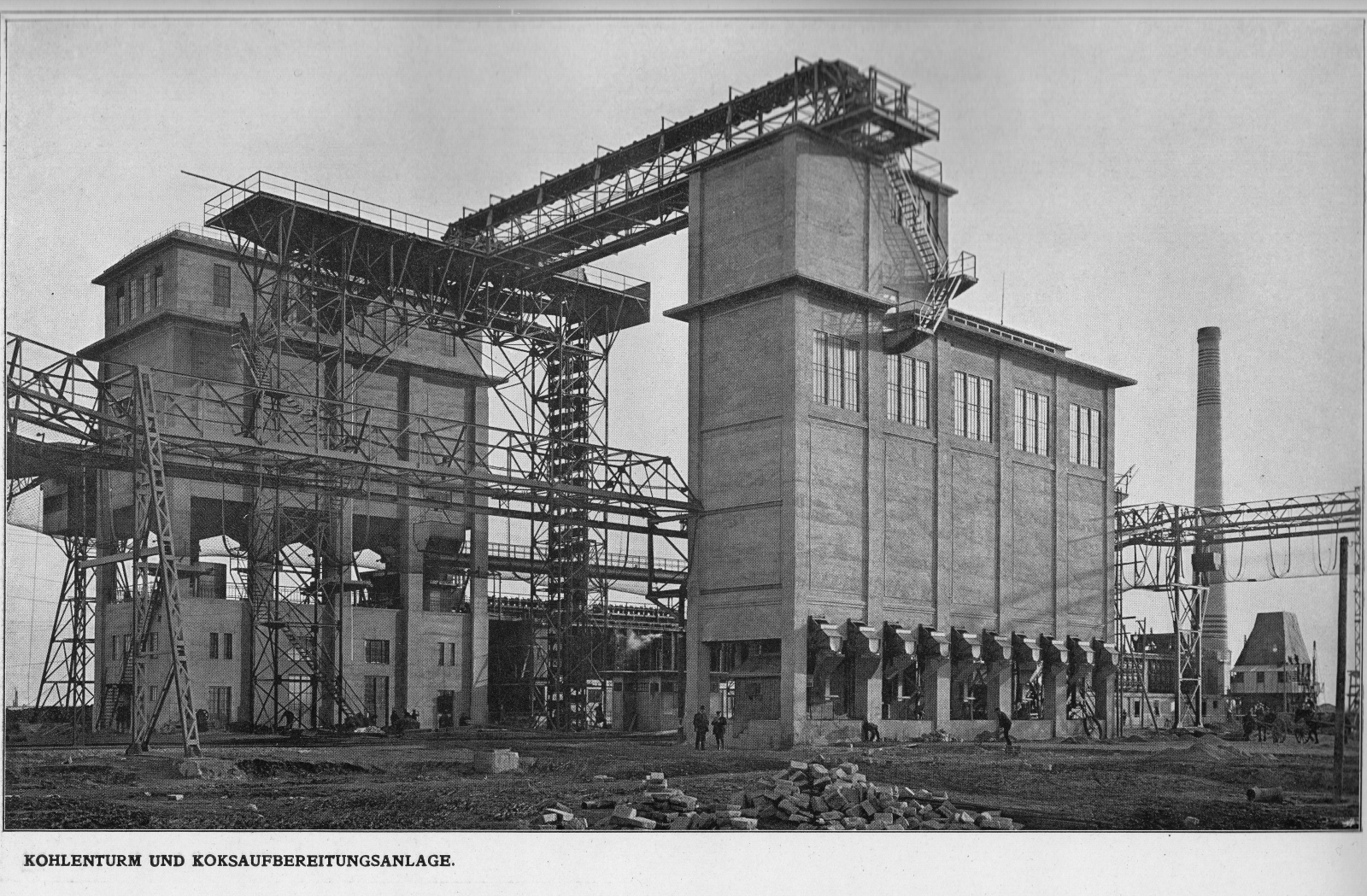
Städtisches Gaswerk Leopoldau (1911)

Strobl war die Tochter des Verwalters Johann Nentwich und seiner Frau Jakobine geb. Volgert.
Sie war unter dem Namen M. Strobl ab etwa 1894 in Wien als Fotografin tätig. Ihr Vornamenskürzel sollte Vorurteilen und damit Auftragseinbußen in dem damals männerdominierten Beruf entgegenwirken, da so ihre Person als Frau, der nicht einmal eine Fachausbildung als Fotograf offengestanden hatte, so dass sie sich in Amateurvereinen fotografische Kenntnisse aneignen musste, nicht sofort ersichtlich war. Ab 1905 gehörte sie dann aber der Genossenschaft der Photographen an. Ihr Ehemann, Josef Strobl (1852–1922), den sie am 23. April 1891 geheiratet hatte, hat in ihrem Unternehmen mitgearbeitet. Ihr Atelier befand sich in der Halmgasse 3 im 2. Bezirk in der Nähe des Praters. Mit dieser Anschrift war es ab 1896 unter „Fotografin, Atelier“, von 1897 bis 1935 unter „Kunstanstalt für Photographie“ sowie 1936 und 1937 wieder unter „Photograph“, also auch nach ihrem Tode, im Wiener Adressbuch eingetragen.
Für eine Frau zu dieser Zeit ungewöhnlich und vermutlich als erste Person in Österreich-Ungarn spezialisierte sich Strobl auf die Industriefotografie. Im Auftrag der Stadt Wien, von Behörden, Museen und Privatpersonen dokumentierte sie – oft über mehrere Jahre hinweg – die städtische Infrastruktur, Fahrzeuge und Baustellen, wie etwa die der Gasometer in Simmering und Liesing sowie des Rechten Hauptsammelkanals.
Auch für den Österreichischen Lloyd in Triest und die Erste Donau-Dampfschiffahrts-Gesellschaft war sie tätig, für die sie Schiffsmotive zur Produktion von Postkarten aufnahm.
Die Erforschung des Ötscherhöhlensystems dokumentierte sie unter nicht geringen Strapazen, da die schwere Fotoausrüstung nebst Blitzlicht mitzuführen war.
In größerem Umfang fotografierte sie auch Innenräume, wie die des Wiener Hotels Meissl & Schadn (1895) oder das Wohnhaus des Flugpioniers Viktor Silberer in Semmering (1898), und erlangte dabei Bekanntheit als Spezialistin für Blitzlichtaufnahmen.
1910 fertigte sie eine Aufnahme von der Aufbahrung des langjährigen Wiener Oberbürgermeisters Karl Lueger.
Marianne Strobls Werke werden unter anderen in den Fotosammlungen des Museums für angewandte Kunst, des Wien Museums, der Österreichischen Nationalbibliothek und der Albertina sowie des Photoinstituts Bonartes aufbewahrt.
Strobl starb am 13. Februar 1917 im Kaiser-Jubiläums-Spital und wurde am Zentralfriedhof begraben. Da ihr Mann nach Liptóújvár zuständig war, starb sie als ungarische Staatsbürgerin. Sie hatte eine Tochter, Maria Ida Josefa (* 11. August 1895 in Wien; † 2. September 1976 in Klosterneuburg).

## Ausstellungen
- Marianne Strobl, „Industrie-Photograph“, 1894-1914. Photoinstitut Bonartes, Wien, 2017/2018
- Marianne Strobl – Industrie-Fotografin in Wien. Das Verborgene Museum, Berlin (19. September 2019 bis 8. März 2020)
- Nur die größten Baustellen. Marianne Strobls Fotokampagnen. Photoinstitut Bonartes, Wien (12. August 2025 bis 21. November 2025; nur gegen Voranmeldung)